# Objektivschelle

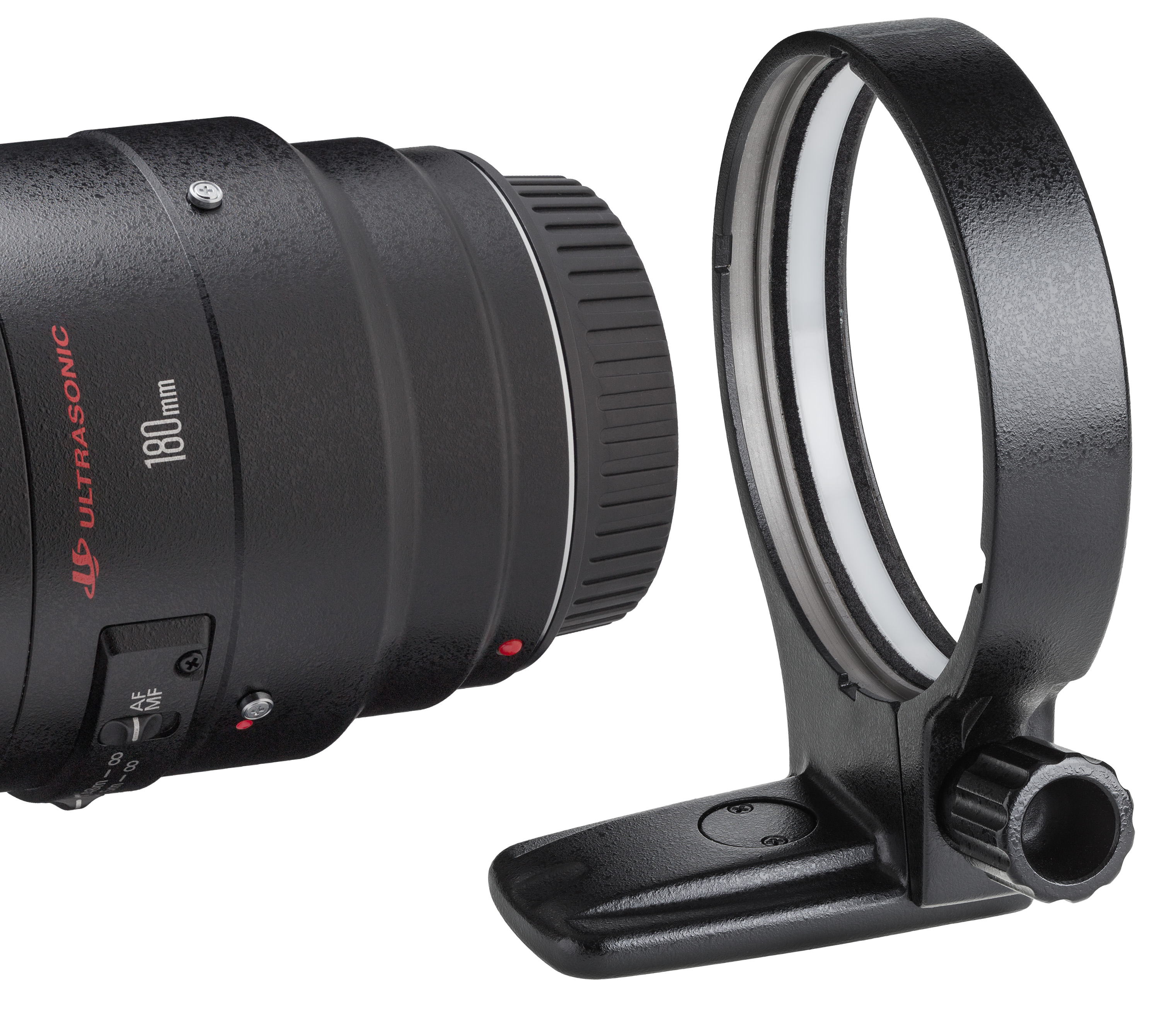
Objektivschelle

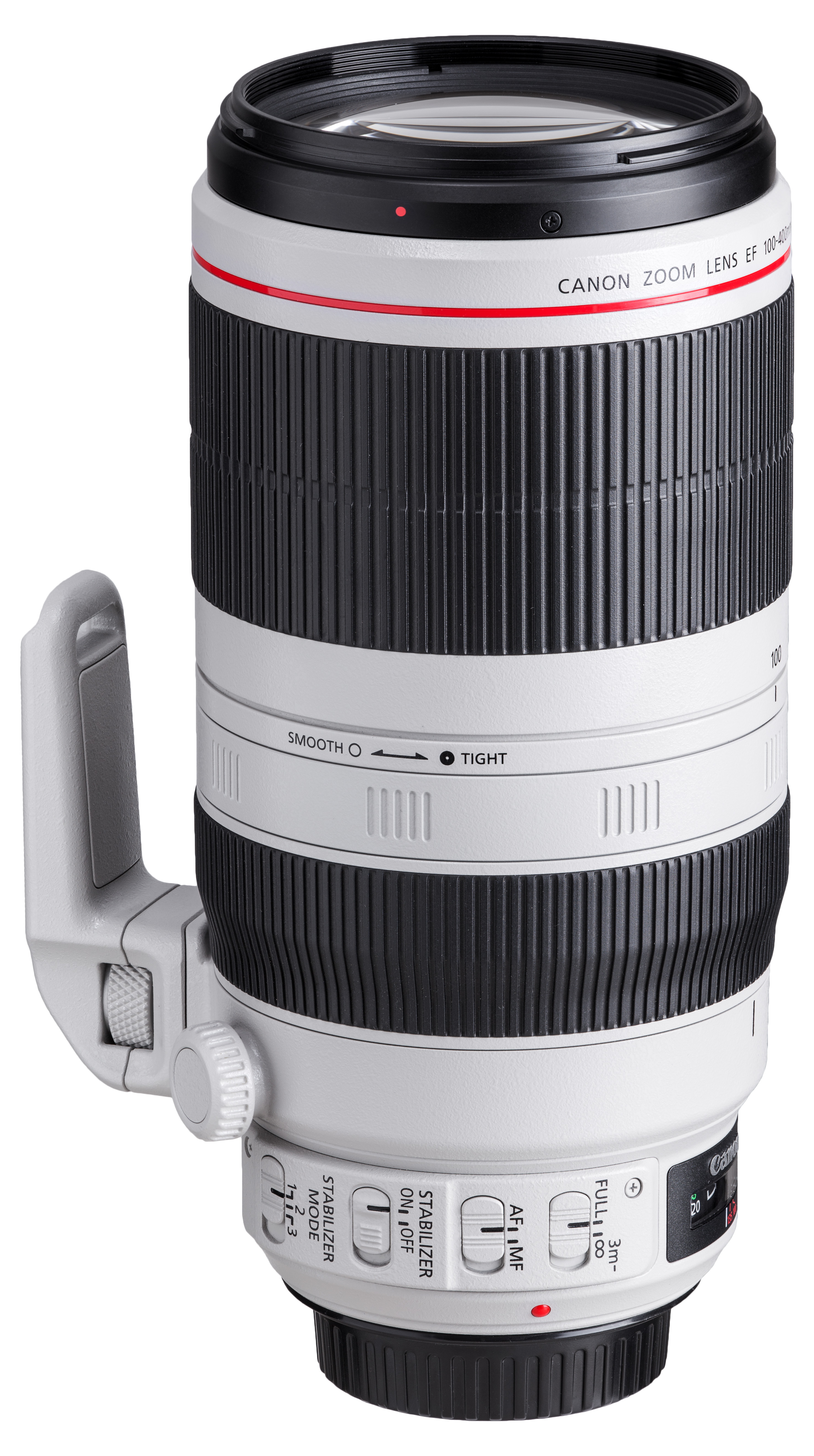
Objektivschelle montiert am Objektiv

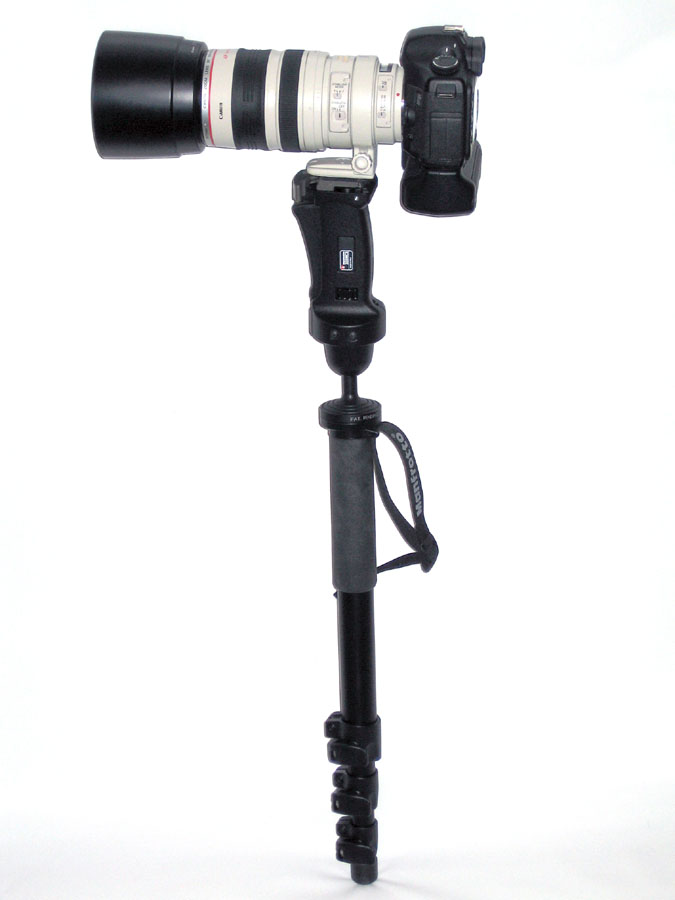
Im Einsatz am Stativ

Eine Objektivschelle wird in der Fotografie verwendet und ist Teil eines fotografischen Objektivs.
Objektivschellen werden häufig bei schweren Objektiven eingesetzt, meistens bei Teleobjektiven. Die Objektivschelle erfüllt zwei Aufgaben:
- Sie dient als Aufnahme- und Trägerpunkt für ein Stativ und verlegt den Schwerpunkt der Kamera/Objektivkombination nach vorne Richtung Objektiv und dient so der Balance.
- Sie ermöglicht Hochformat-Aufnahmen. Durch das Lösen einer Klemmschraube können Kamera und Objektiv gemeinsam in der Objektivschelle gedreht werden. Ohne Objektivschelle müsste die Kamera für Hochformataufnahmen auf dem Stativkopf seitlich gekippt werden, was wegen des großen Gewichtes oft nicht möglich ist.

Um Gewicht zu sparen, ist die Objektivschelle im Normalfall abnehmbar. Eine Schnellwechselplatte kann dann gleich mit an der Objektivschelle verbleiben. Ein Rollenlager (oft am Objektiv) und ein Teflonring im Innern der Objektivschelle ermöglichen ein leichtläufiges Verdrehen.